# Citroën Visa

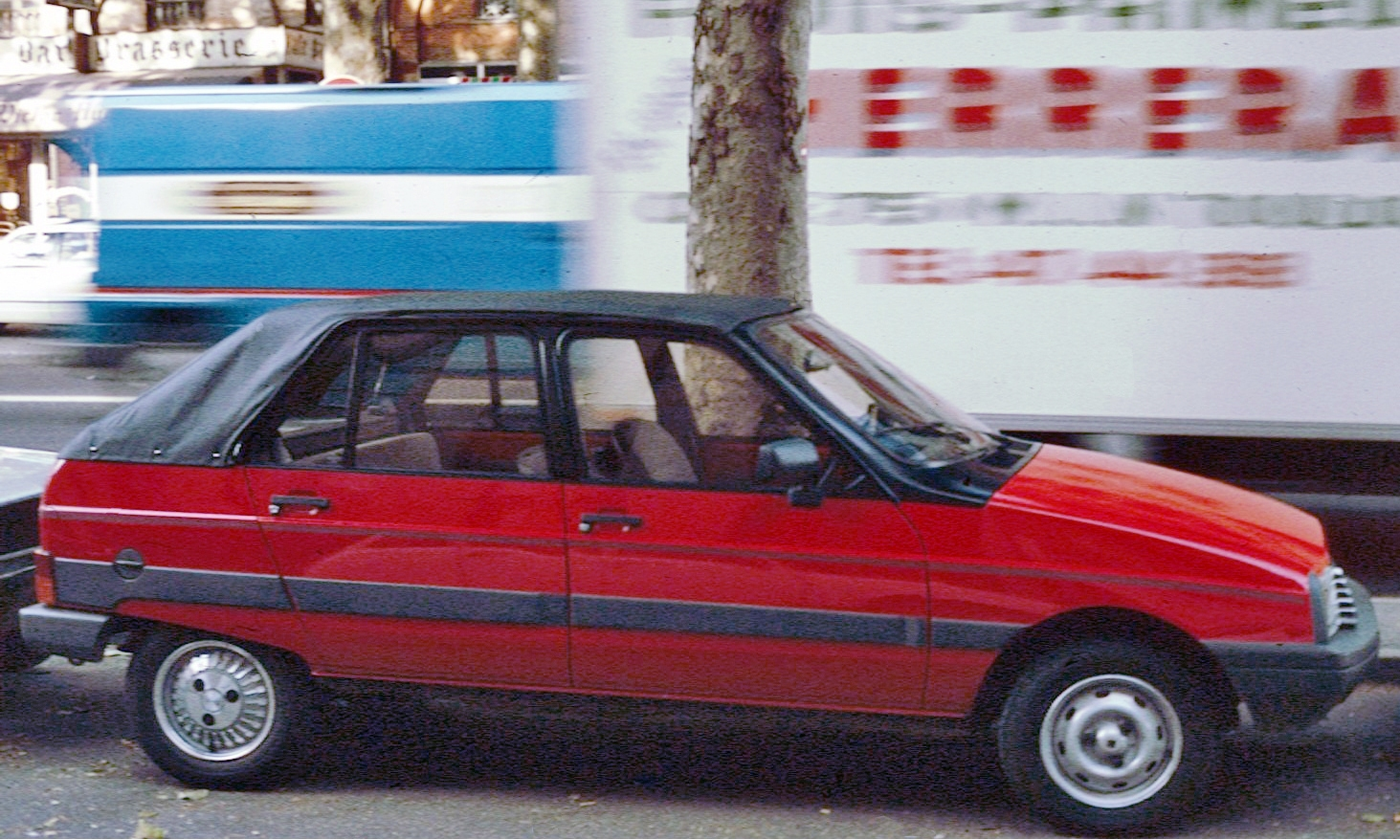
Citroën Visa Cabriolet de 1984.

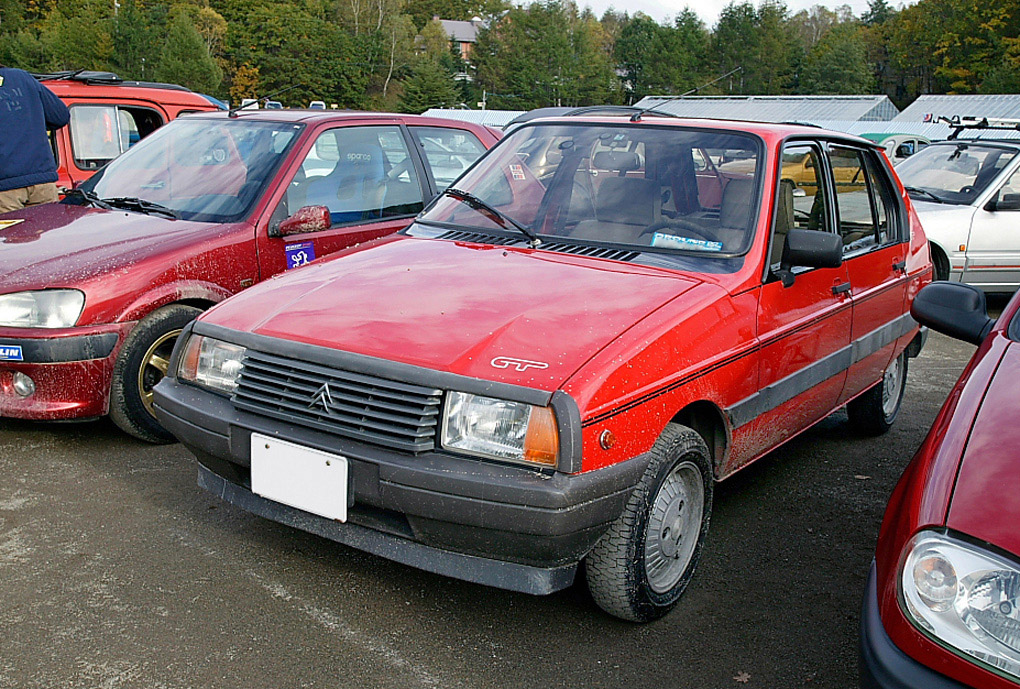
Citroën Visa GT

El Citroën Visa és un automòbil de turisme del segment B de la marca francesa Citroën que va ser produït entre els anys 1978 i 1988. És un cotxe amb porta posterior de cinc portes amb motor davanter i tracció davantera. Va ser reemplaçat indirectament el 1986 pel Citroën AX, que és una mica més petit que el Visa.

## Història

### Dècada dels 70
A principis de la dècada de 1970, la gamma econòmica de Citroën, basada en el veterà Citroën 2CV, ja no era competitiva, i l'empresa, encara que estava immersa en greus problemes financers, va emprendre el projecte VD per a desenvolupar un automòbil petit i modern.
En un principi es va plantejar emprar una base Fiat, i després es va decidir recórrer a una plataforma pròpia, però finalment, després de l'adquisició de Citroën per Peugeot, per motius de racionalització industrial, es va emprar la del Peugeot 104, model amb el qual va compartir -amb determinades modificacions- el tren anterior, la direcció i bona part de les mecàniques, entre altres elements. Aquesta base també la van emprar altres models, com els Citroën LN i LNA -pràcticament uns Peugeot disfressats de Citroën- o els Talbot Samba, però de tots ells el tipus més diferenciat de l'original va ser el Visa.
Curiosament, el desenvolupament efectuat sobre una plataforma pròpia va ser repescat i acabaria originant l'Oltcit (o Citroën Axel per als pocs mercats occidentals on es va arribar a oferir), fabricat en petites sèries a Romania a mitjan dècada de 1980, i que el seu parentesc estètic amb el Visa és evident, encara que amb major amplària, suspensions diferents, motors de quatre cilindres propis de Citroën (presos dels GSA) i tres portes en lloc de cinc (encara que també es va arribar a presentar un Oltcit de cinc portes).
El Visa va ser presentat al Saló de l'Automòbil de París de 1978 com relleu de l'Ami 8, i la seva estètica va resultar moderna i recognoscible com un Citroën -sobretot l'interior, amb els seus peculiars comandaments disposats en satèl·lits als costats del volant- però no gaire agraciada segons la percepció de l'època, per la qual cosa, malgrat reconèixer-se el seu bon comportament, funcionalitat i economia, va tenir una acollida comercial més aviat baixa.
En un primer moment van existir les variants Especial i Club, amb un motor de dos cilindres de 652cc derivat del del 2 CV, i Super, amb un modern quatre cilindres Peugeot de 1124cc.

### Dècada dels 80
Per a dinamitzar la imatge del model, el 1980 va aparèixer en alguns mercats el Super X, amb un motor de 1219cc i 64CV i una presentació més ambiciosa. Conscients del que suposava la seva poca acceptada estètica, els dirigents de Citroën van encarregar a Bertone un redisseny del model que es va llançar el 1981 amb la denominació Visa II, mantenint la mateixa gamma, amb la qual es va llançar el model a Espanya aquest any, des del qual es va produir a la planta de Vigo. Les vendes es reanimaren sensiblement, si bé encara lluny del nivell dels seus competidors de major èxit. El model de seguida va evolucionar amb noves versions de majors prestacions, com la GT o la Crono de 80 i 93 CV, i va arribar a haver-hi una singular variant descapotable amb un ampli sostre de lona (conservant el marc de les quatre portes laterals) denominada Plen Air. El 1984 es redissenyà l'interior, apareixent un quadre d'instruments més convencional -i de pas més cuidat en la terminació, encara sense perdre el seu caràcter eminentement funcional-.
Es van presentar llavors algunes de les versions més interessants, com la 14 TRS (amb un agradable i econòmic motor de 1360cc i 60CV i un relativament complet equipament) o la dièsel (amb un també excel·lent motor de 1769cc i 60CV), sense deixar d'esmentar la comercial derivada C15. El 1985 es va presentar la versió més desenvolupada, la GTI, que prenia mecànica i tren anterior del Peugeot 205 GTI 1.6, al principi amb 105CV, des de 1986 amb 115CV, exclusió feta de les variants per a competició 1000 Pistes, dotada de tracció a les quatre rodes, i del prototip Visa Lotus, que amagava un esportiu d'aquesta marca sota una carrosseria Visa.
Amb l'aparició del Citroën AX el 1986, més modern i petit, es van començar a retirar algunes de les versions del mercat, desapareixent totalment de catàleg a finals de 1988, coincidint amb el llançament de l'AX dièsel. S'havien produït més d'1,2 milions d'unitats, la qual cosa va suposar un resultat comercialment acceptable, encara que cal esmentar el notable èxit de la Citroën C15, furgoneta que derivava del model, i que es va vendre fins finals de la seva producció el 2005.